# 大久保哲也
大久保 哲也（おおくぼ てつや、1962年9月1日 - ）は、長崎県諫早市出身の元アマチュア野球選手（捕手）、野球指導者。
弟に元プロ野球選手の大久保勝也がいる。

## 来歴・人物
海星高等学校卒業後に九州産業大学に進学して硬式野球部に所属し、福岡六大学野球リーグでは、捕手として活躍し、ベストナインに2度選ばれ、1984年の秋季リーグでは最優秀選手賞を受賞した。
大学卒業後は、社会人野球の三菱重工長崎のチームに入団し、コーチを兼任した時期も含めて14年間プレーした。
2002年秋からは母校の九州産業大学の監督に就任。2005年の明治神宮野球大会ではチームを日本一に導いた。大学日本代表のコーチを経て、2019年からは監督を務め、2023年に開催された第44回日米大学野球選手権大会ではアメリカ開催では16年ぶり2回目の優勝に導いた。また任期満了に伴い、同年限りで代表監督を退任した。